# Port d'Izmaïl
Le  port commercial maritime d'Izmaïl  (ukrainien : змаї́льський морськи́й торгове́льний порт) est un port d'Ukraine sur le Bras de Chilia, un affluent du Danube.

## Histoire

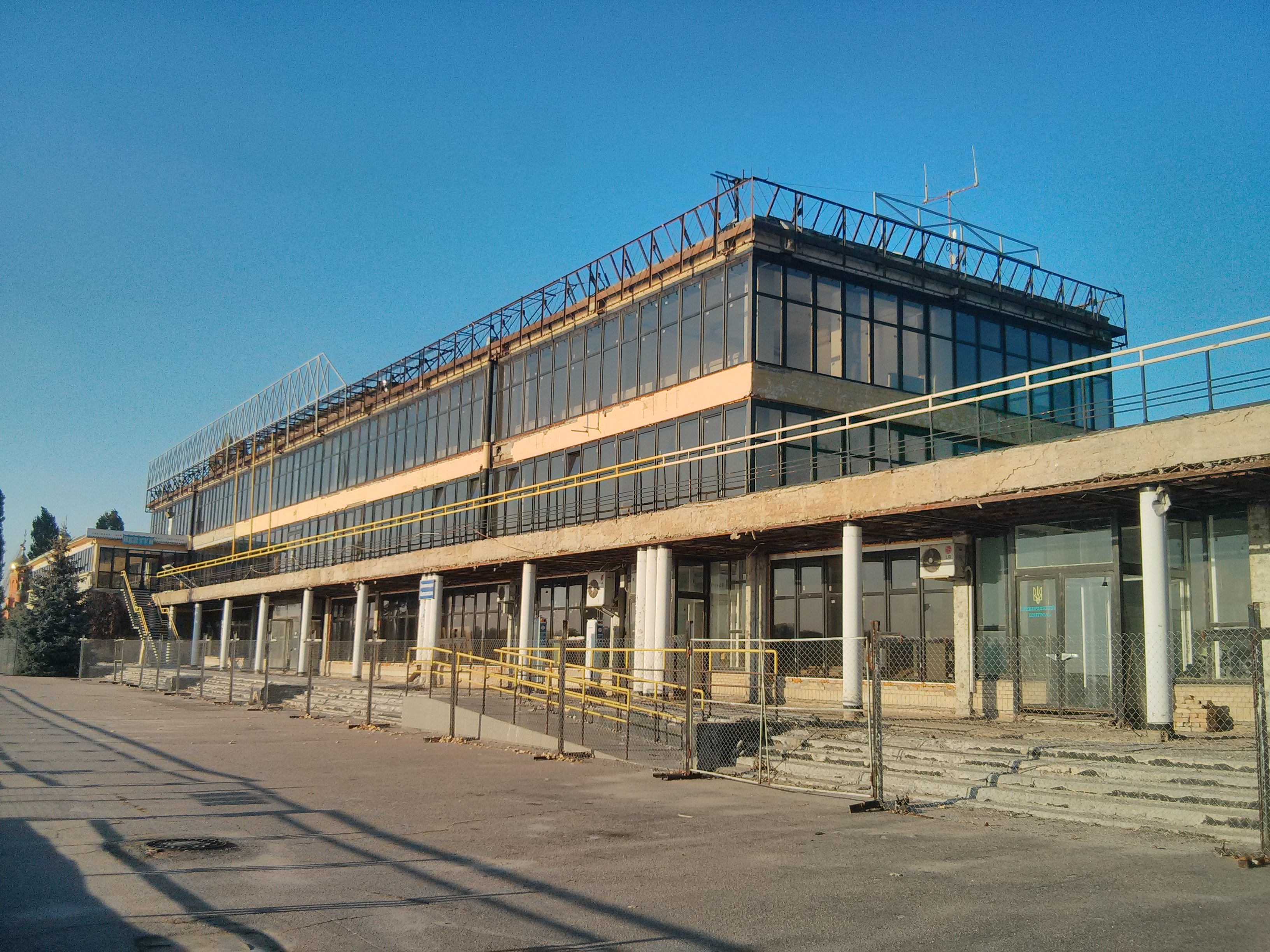
Terminal pour passagers,
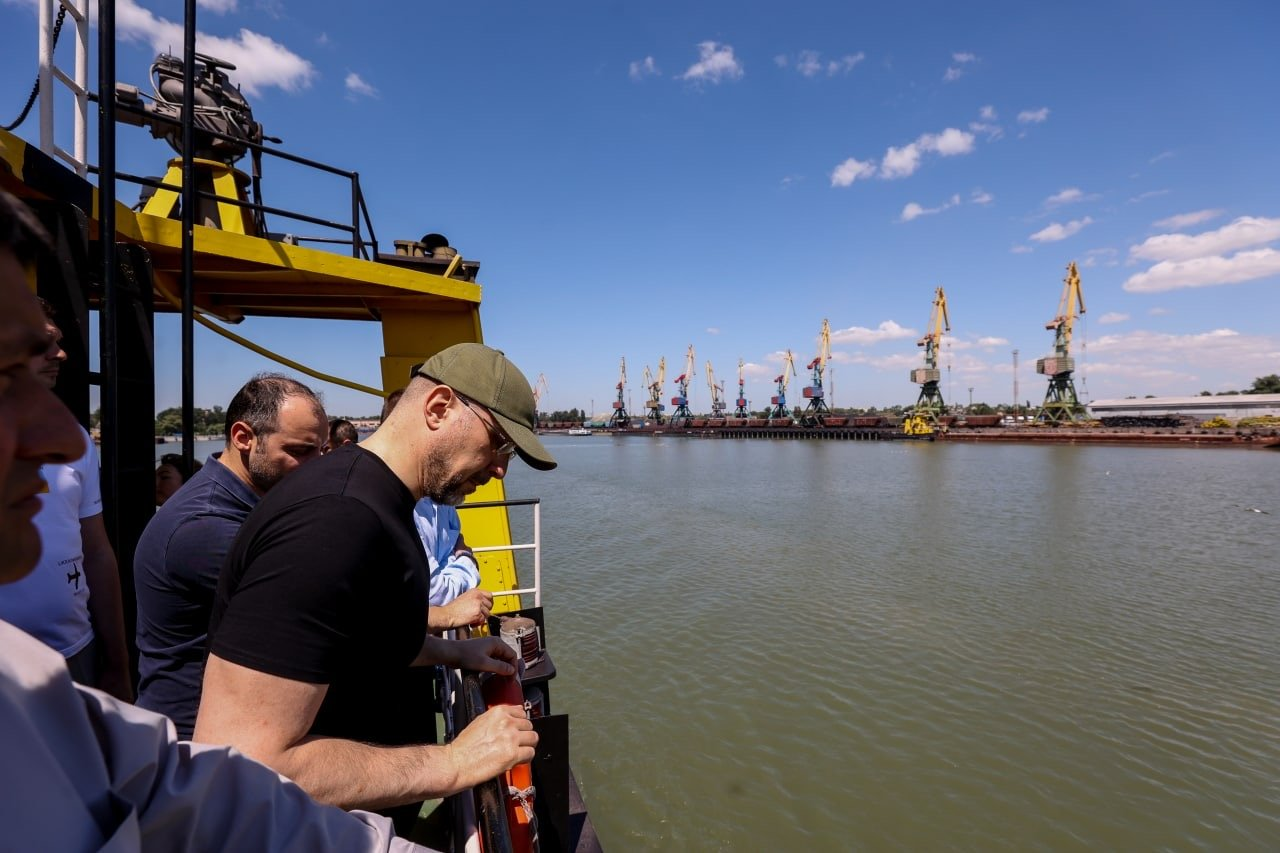
21 juillet 2022, le premier ministre Chmyhal visitant le port.
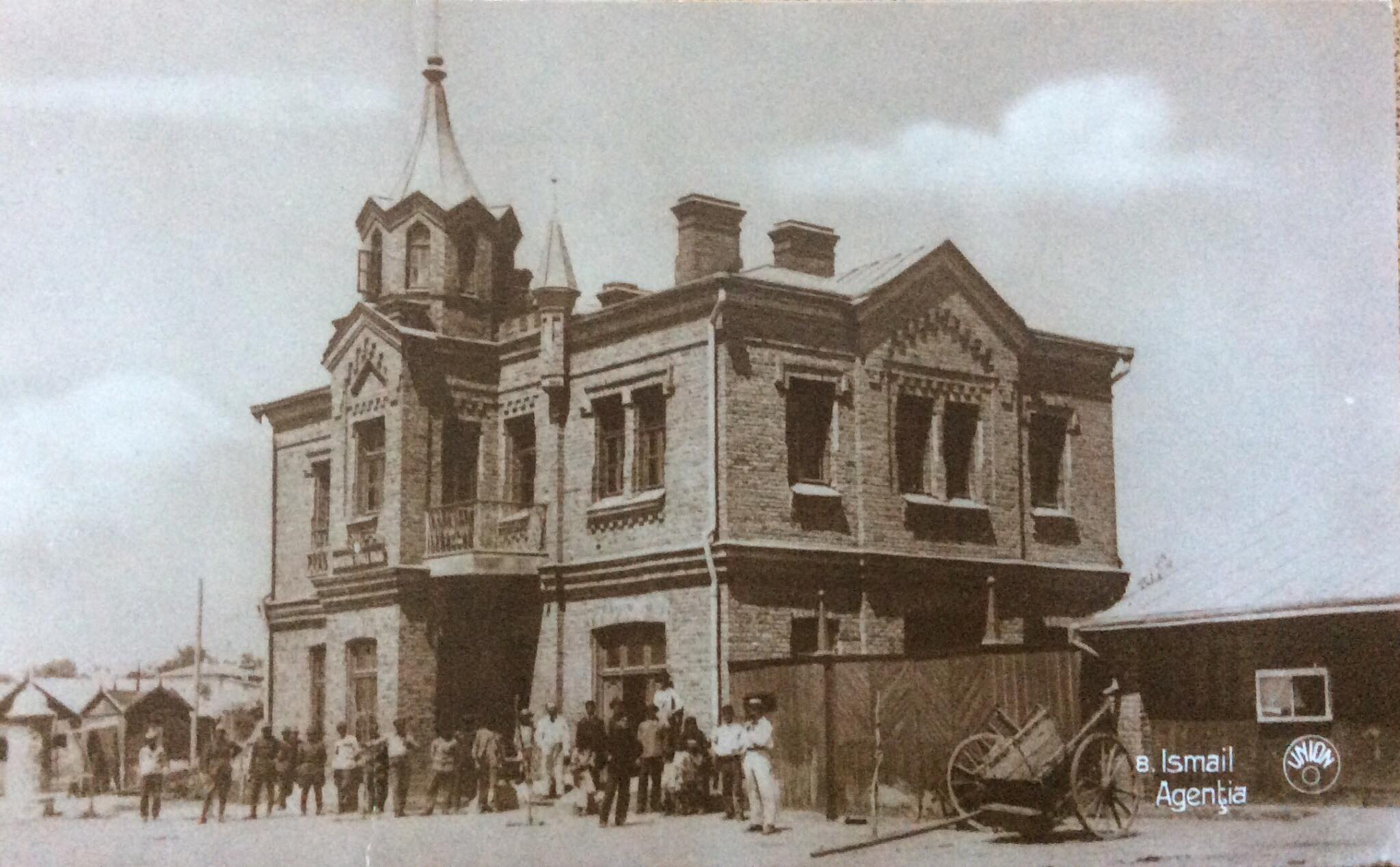
bâtiments de la compagnie de transport russo-danubienne, classé
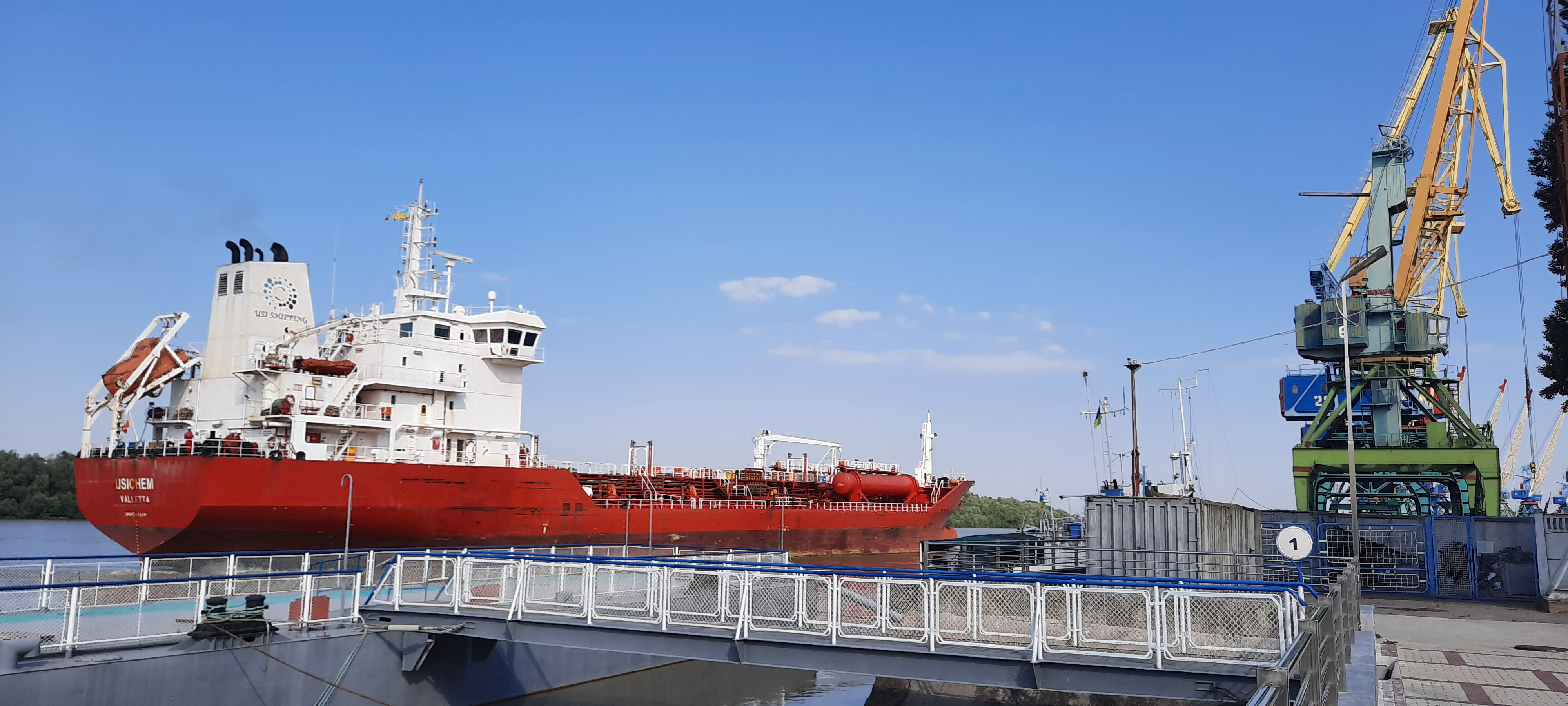
le port.

## Infrastructures et installations
Il est géré par l'Autorité portuaire d'Ukraine qui est sous l'autorité du Ministère de l'Infrastructure (Ukraine).

## Intermodalité
Le port est relié, pour le fret, à la Gare d'Izmaïl.